# 東アフリカ大旱魃 (2011年)
東アフリカ大旱魃（ひがしアフリカだいかんばつ）は2011年から（FAOによれば2010年から）2012年まで東アフリカを襲った大規模な旱魃。「過去60年間で最悪」とも言われており、ソマリア、エチオピア、ケニアが影響を受け、食糧不足により1200万人以上が生活を脅かされている。旱魃がひどい地域と食糧危機が発生している地域は必ずしも重ならない。飢饉の被害は内戦が激しい南部ソマリアが特にひどく、住民の多くは隣国のケニアとエチオピアに逃れているが、人口密度の高さ、不衛生、栄養失調により、多くの人が命を失っている。この3国以外にも、近隣のジブチ、スーダン、南スーダン、及びウガンダの一部も食糧危機の影響を受けている。
2011年7月20日、国連はソマリア南部の2地域で飢饉が起こっていることを公式に宣言した。これはここ30年間で初めてのことである。この宣言が出た時点で、ソマリア南部では数万人の死者が出ていると考えられている。8月3日、国連は新たにソマリア南部の3地域に対して飢饉の発生を宣言し、状況の悪化と支援の不足を訴えた。さらに、続く4 - 6週の間に、南部地域すべてに広がるだろうとも予測した。国連は、さまざまな手段で必需品を輸送したが、国際的な協力が得られないことによる資金不足、被災地域の紛争などにより、不十分となっている。ケニア赤十字のアバス・ガレットは2011年6月に「例え2011年3月から5月に来るはずだった雨季が遅れて始まったとしても、農民の帰還は間に合わず、農耕が再開されるのは2012年7月 - 8月の雨季を待たなければならないだろう。我々は、それまでの期間の援助が必要と考えている」と語っている。
2011年11月中旬になって国連は、ソマリア南部のベイ州、バコール州、下部シェベリ州が飢饉状態を脱したが、首都モガディシュなどではいまだ飢饉が続いており、この対策費として来年10億ドルが必要であると発表している。
2012年2月2日、国連はこの飢饉に対し、正式な終息宣言を出した。ただし危機を解消するためには引き続き支援が必要だという意見もある。

## 旱魃と飢饉の原因

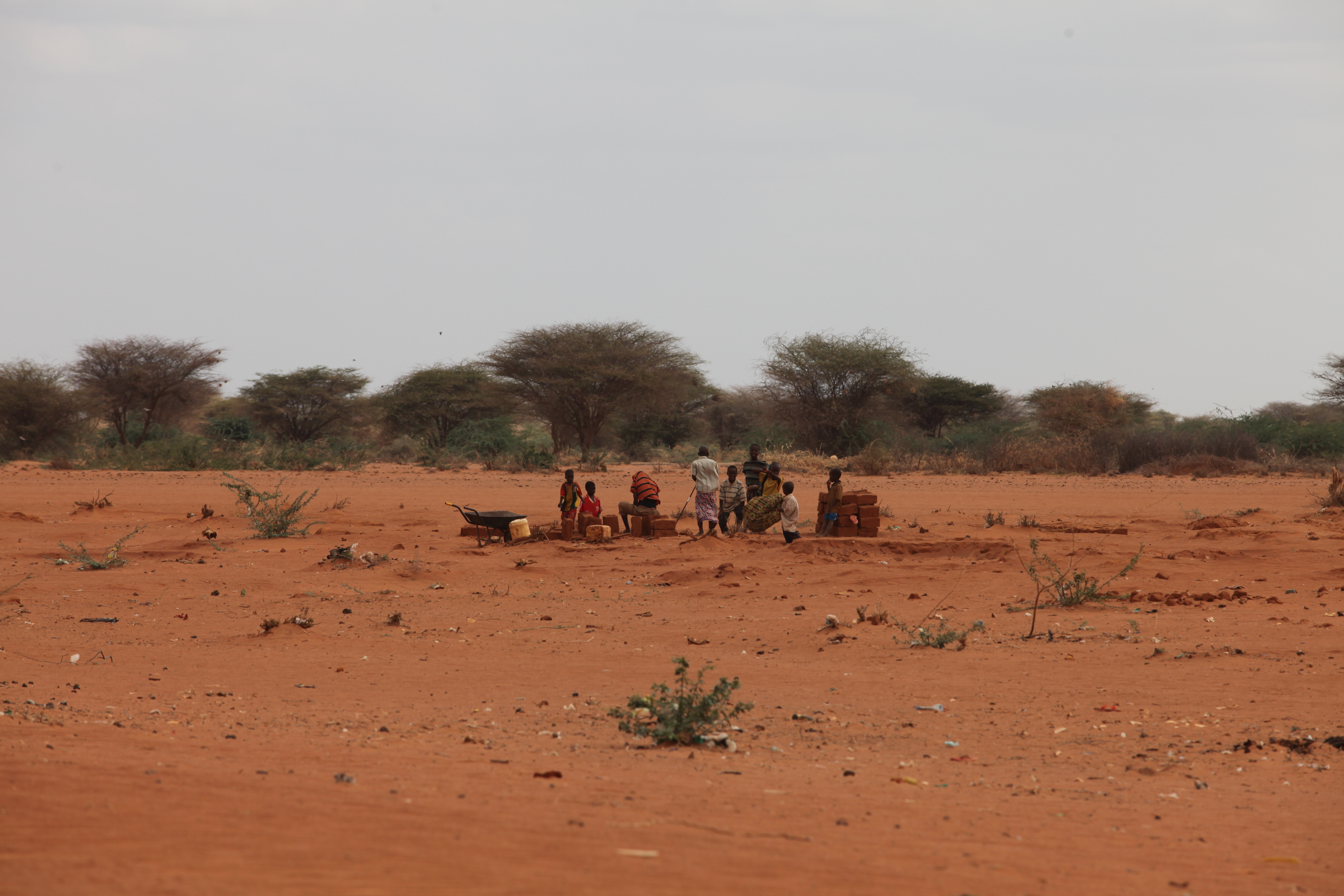
ダダーブ難民キャンプの郊外。2011年7月8日。

太平洋で生じたラニーニャ現象などの影響で、東アフリカ地域では2年連続で降雨不足となった。ケニアとエチオピアでは2011年、ソマリアでは2010年から2011年にかけて、雨季にまとまった雨が降らなかった。多くの地域で、4月から6月の雨季の降水量は、1995年から2010年の平均の30%未満だった。このため、作物の収穫不足、家畜の発育不足が、地域によっては40から60%以上発生した。家畜から取れるミルクの量も減少した。これにより、穀物の価格が上昇する一方で、家畜の価格と労働賃金が大きく下落し、地域の総購買力が減少した。また、ソマリア南部では数年前からイスラーム武装勢力アル・シャバブとソマリア暫定連邦政府が戦闘状態にあり、特にアル・シャバブは国連の援助に政治的意図があると拒絶しているため、危機を促進させている。
アメリカ合衆国国際開発庁の長官ラジブ・シャーは「サハラ以南の地域の気温上昇と乾燥が、地域社会の活性を失わせたことは間違いが無い」と、気候変動が大きな影響であると述べた。一方で、国際家畜研究所の2人の研究者は、ラニーニャ現象の影響は認められるものの、気候変動に直接影響を与えたかはまだ定かではないとしている。

## 人道支援の要求

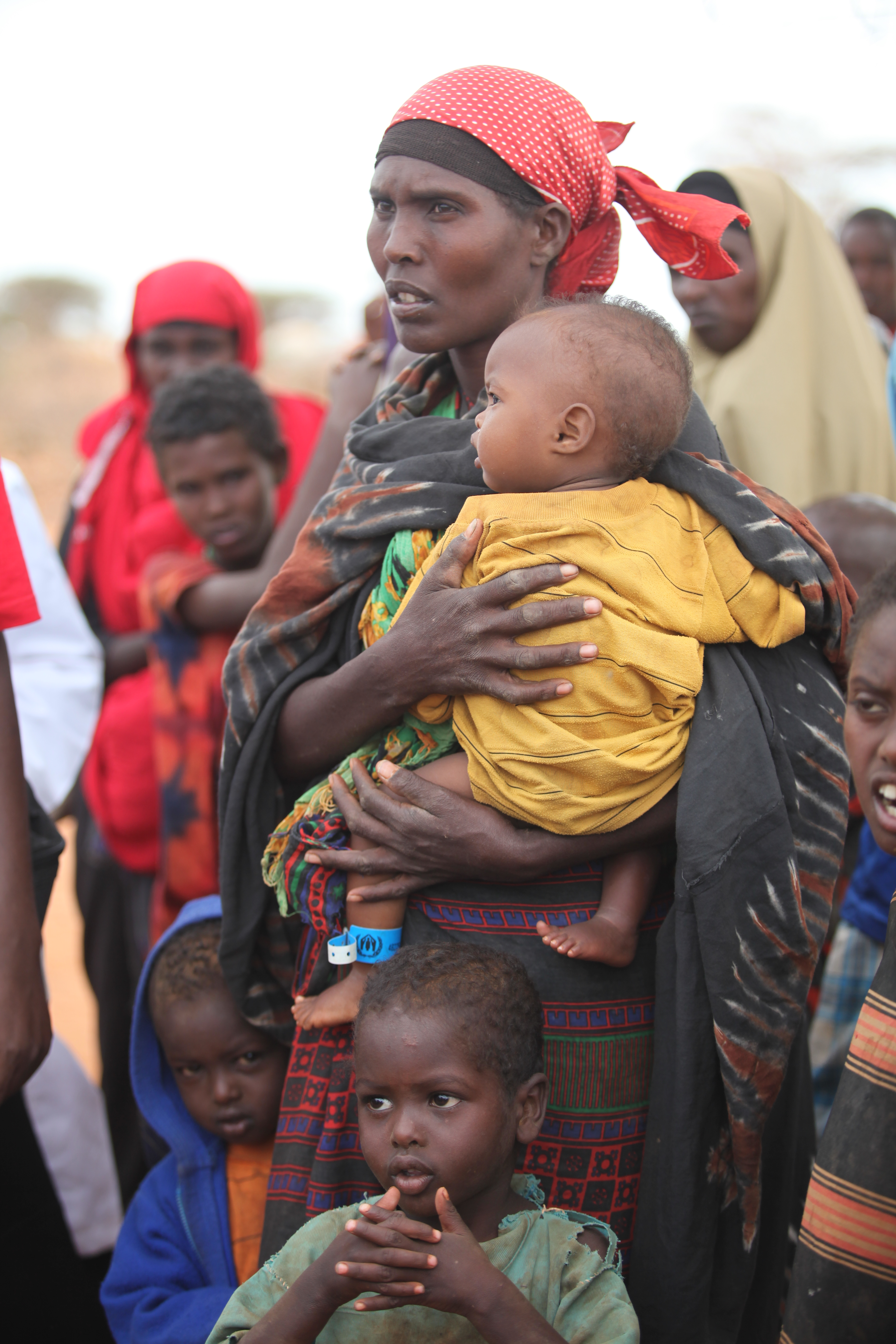
増えすぎた住民の中で食糧配給を待つ人々。ケニアダダーブの難民キャンプ

2011年7月20日、国連は、ソマリア南部の下部シェベリ州、バコール州に対し、飢饉の発生を宣言した。8月3日、宣言地域は中部シェベリ州のバルカッド、カデレ、およびモガディシュとアフゴーイの国内避難民居住地区に拡大された。その時の国連の発表によれば、人道支援がなされなければ、物流の停滞と資金の不足が原因で、飢饉は4 - 6週間で南ソマリアの8州全てに広がるだろうとされている。エコノミストは、過去25年で見られなかったほどの大規模な飢饉がアフリカの角地域全体に広がるだろうと報じている。
主食の価格について、2010年5月と2011年5月とを比較すると、ソマリア南部で3.4倍、エチオピア南東部では2.2倍、ケニア北部では1.6倍に上昇している。2011年7月の始め、国際連合世界食糧計画 (WFP) は、食糧援助が必要な人の数を、かつての600万人から1000万人に引き上げている。7月下旬にはさらに1200万人に引き上げ、その内の280万人がソマリア南部に集中していると述べている。この危機は8月から9月にかけてがピークであり、少なくとも12月までは援助が必要であるとしている。
BBCが2011年7月10日に報じたところによると、今後まとまった雨が降るのは早くとも2011年9月とのことだった。ところが7月下旬には首都モガディシュを豪雨が襲い、間に合わせの家しか持たない避難民数万人の多くが被害を受けることになった。
一方、ケニア北西部のリフトバレー州トゥルカナ地区（南スーダンと国境を接する）では、子供たちの食糧がないとの理由で学校も閉鎖された。この地区では38万5千人の子供と9万人の妊婦が栄養失調となっており、350万人が栄養失調の危機にある。ケニアの赤十字社は、この地区の4分の3の住民が支援を必要としていると述べている。
オックスファムの人道支援部長ジェーン・コッキングは「これは回避可能な災害であり、努力により解決は可能なものである」と述べた。オックスファムは「いくつかのヨーロッパの政府は事態を故意に軽視している。数か月前から危機の前兆は見られており、世界は対応が遅れている。雨季の降雨量減少により人々が求める食糧生産と社会基盤の構築には、長期的な援助が必要であり、これを確実に行うことでこの地域の飢饉を終わらせることができる」と主張している。一方、セーブ・ザ・チルドレンのスーザン・ドボルザークは「豊かな国の政治家や官僚は、援助団体の活動がむしろ事態を悪化させているのだと懐疑的になっている。発展途上国政府は、このような援助を受けるのが恥ずかしいことだと思っている。（中略）被害を大きく受けているのは子供たちである。我々は援助可能であり、援助しなければならないのだ」と述べている。

### 難民の危機
2011年8月3日の時点で、ソマリアから86万人以上の住民が近隣諸国、特にケニアとエチオピアに逃亡している。UNHCRはケニア東部のダダーブに9万人の収容を想定して3つの難民キャンプを設けているが、すでに少なくとも44万人が収容されている。避難民の数は1日1500人以上であり、その8割が女性または子供である。UNHCRの首席報道官メリッサ・フレミングは、避難途中で亡くなる人も多いと語っている。キャンプの乳児死亡率は数か月で3倍にもなった。1日の1万人あたりの死亡率は7.4人になっている。一般に1万人中1人を超えると「緊急事態」とみなされ、この値はその7倍以上である。女性に対する性的暴行の数も急増しており、特に難民キャンプへの移動途中で被害に合うことが多い。
エチオピアソマリ州のドーロ・オドにもソマリアからの避難民が11万人以上暮らす。そのほとんどが最近の避難民である。3か所のキャンプ、ボコロマニョ、メルカディダ、コーベは全て想定収容人数を超えてしまっており、新たなキャンプが建設および計画中である。5歳未満の子供の栄養失調率は3割を超え、全てのキャンプで水が不足している。2011年8月時点で、コーベに到着した4人の子を持つ女性が登録されるまでに、9日かかっている。

### 健康状態

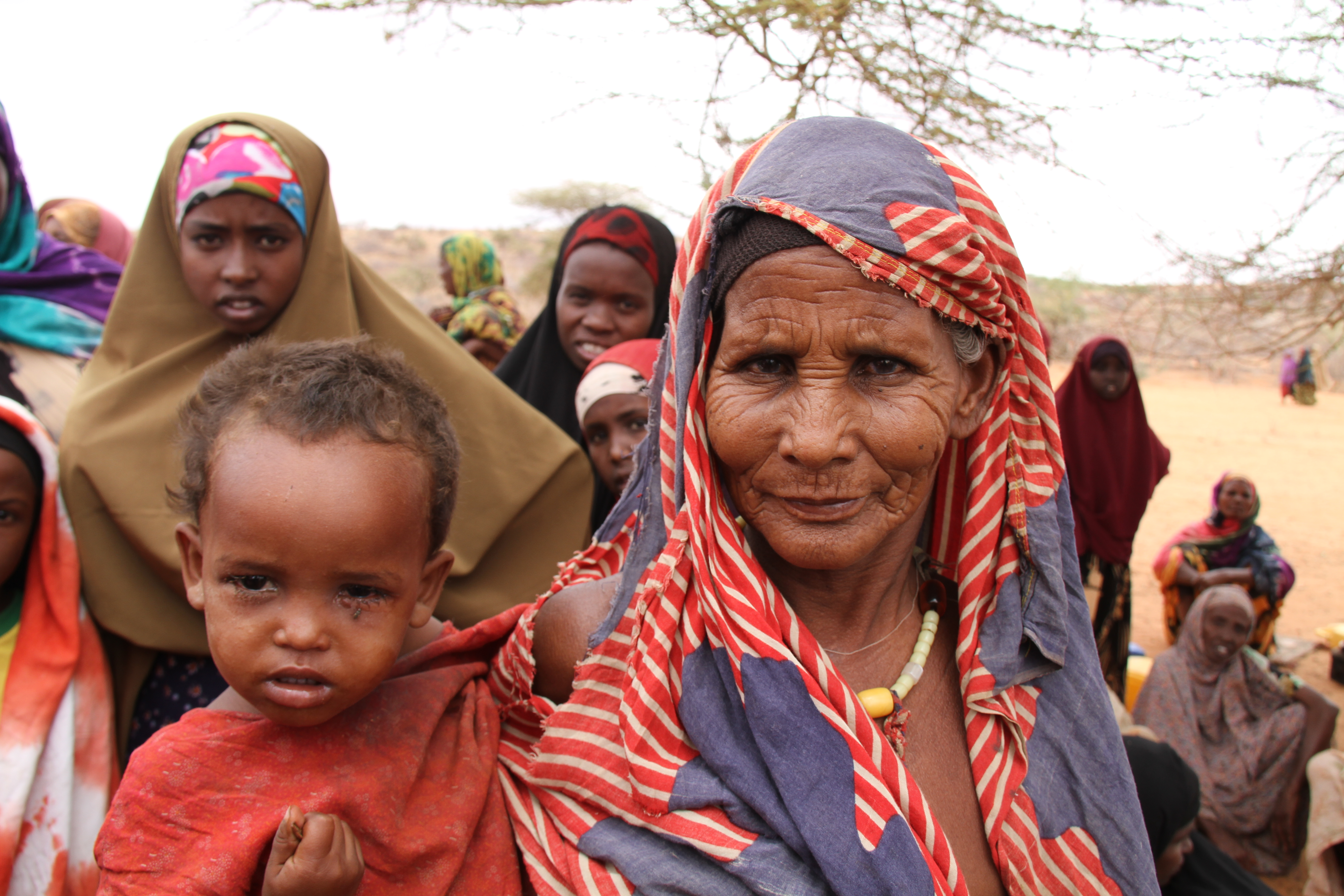
エチオピアとソマリアの国境にある町ドーロで暮らす栄養失調のため眼病となった子供

飢饉が発生している地域の多くで、各種機関から2011年7月の状況が報告されている。
ケニアのダダーブの難民キャンプでは、不衛生と栄養不足により、2011年7月までに、462人に麻疹の症状が見られ、11人が死亡している。エチオピアとケニアでも麻疹が流行し、2011年の最初の6ヶ月で1万7500人が罹患していると報告されている。2011年7月に報告されたWHOの予測では、200万人の子供が麻疹にかかる可能性があるとされている。
世界保健機関 (WHO) は、人口密集と不衛生のため、エチオピアで880万人がマラリア感染の危機にあり、5百万人がコレラ感染の危機にあると報告している。実例は無いが、ポリオ流行の可能性もあると指摘している。子供たちの栄養失調は、ケニアとエチオピアの一部地域で30%、ソマリア南部で50%に達したとも報じられている。国境なき医師団は自身の施設の中で、極度に栄養失調の子供1万人を治療している。
国連の食糧安全保障分析部によれば、2011年7月時点のソマリア南部の多くの地域で、以下の3つの状況が重なっている。
- 30パーセント以上の子供が急性栄養失調（英語版）である。
- 1万人中で2人以上の大人、または4人以上の子供が餓死している。
- 一人一日あたりの食糧が2100キロカロリー以下、水が4リットル以下である。

2011年8月になって、首都モガディシュで死亡した181人について、コレラが原因と疑いがあると報じられた。コレラの治療には、口から経口補水液と抗生物質を与えるのが一般的であるが、ソマリアの治療所ではこれらの基本的な物資が不足している。

### 治安の影響
2011年7月13日、アメリカ合衆国国際開発庁の長官ラジブ・シャーは、旱魃により地域の治安が悪化することを懸念している。シャーは、これがアメリカ合衆国国防長官のレオン・パネッタの言うところのテロに対する安全保障上の重要な要素となっており、この地域の食糧不足がアメリカの安全に大きく影響する可能性があると語っている。地元の一般住民も少なくなった資源を争い、ケニアだけで100人以上の遊牧民が死亡している。

ソマリア南部のイスラーム武装勢力アル・シャバブの戦闘旗

2011年7月4日、ソマリア暫定連邦政府のアブディウェリ・モハメド・アリ首相はソマリア南部の旱魃対策として、対策委員会を作っている。
一方、ソマリア南部では2007年以降、イスラーム武装勢力アル・シャバブとソマリア暫定連邦政府が戦闘を続けており、これが現地での人道支援の障害となっている。アル・シャバブは2011年7月まで、先進国の援助の多くを受け入れ拒絶しており、拍車をかけていた。国連は2011年7月、イスラーム武装勢力支配地域で援助受け入れのための滑走路を確保すべく、アル・シャバブと対話を継続中であると述べている。国連の国際連合世界食糧計画 (WFP) は2008年からソマリア南部のブアレに拠点を置いて活動を行っていたが、アル・シャバブの干渉により、2010年1月に撤退している。
2011年7月上旬、アル・シャバブは食糧支援を受け入れると表明した。ただし7月22日、アル・シャバブ報道官のシェイハ・アリ・デレは「我々は援助を受け入れるが、それには支援団体が他の目的を持っていないことが条件だ」と述べている。具体的には、スパイ活動を働く機関と、政治的要求を突き付ける国連機関の2種類に属する機関は受け入れられないとした。アリ・デレは近隣諸国で食糧援助をする機関を非難し、「彼らはキリスト教を布教するために貧困な人々を食糧で誘っているのだ」と述べている。イギリスのイスラーム系支援団体の代表ハッサン・リーバンが交渉に赴いたところ、アル・シャバブは「自らの目が届かないような活動を現地で長期的に行われるのは問題であり、食糧を供給してくれればそれでいいのだ」と語り、支援団体の受け入れに熱心でなかった。
7月20日、国連はソマリア南部の2地域に対し、飢饉の発生を公式に宣言した。アル・シャバブは、この宣言に反発し、援助の受け入れ表明を撤回している。
7月下旬には支援団体の職員が誘拐され、殺される事件が発生している。7月26日、BBCの特派員アンドリュー・ハーディングは支援が進まない原因について「1に悪いのはアメリカで、ソマリアについて海賊と石油以外に関心が無さすぎ。2に悪いのはアメリカとの協力が強すぎてアル・シャバブ支配地域で活動できないWFP、3に悪いのは飢餓に対応する能力に欠けるソマリア暫定連邦政府、4に悪いのは支援団体の職員を殺し外国の援助を拒否するアル・シャバブである」と述べている。
7月28日、それまで首都モガディシュは一部を除いてアル・シャバブの支配下にあったが、アフリカ連合の平和維持軍がモガディシュ北部のアル・シャバブに攻撃を開始し、重要拠点を奪った。これにより、首都周辺の国際援助が容易になった。
8月6日にロイターは、アル・シャバブは車両を放棄したまま拠点バイドアまで撤退し、ソマリア暫定連邦政府とAMISOMの連合軍が首都モガディシュ全域を回復したと報告した。アル・シャバブの報道官シェイハ・アリ・モハムド・ラーゲは、あくまでも戦術的一時退却であると述べているが、ロイターはアル・シャバブ内部で分裂が起こった可能性もあると報じている。
8月13日、首相のアリは国連当局と相談の上、首都モガディシュに300人の治安部隊を創設すると発表した。国連はこの週の始め、支援物資が届いているのは必要としている地域の20%に過ぎないと発表していた。新しい部隊の任務は、アフリカ連合の平和維持軍の支援を受けながら、援助物資と輸送部隊、および国内避難民キャンプを守り、さらには首都モガディシュの治安を守ることとされている。
8月16日、ヒューマン・ライツ・ウォッチのニーラ・ゴシャールはロイターに対し、政府軍兵士が市民から物資を略奪しているとの情報を得たと述べている。一方、ボイス・オブ・アメリカの記者は、政府軍の軍服を着た男が配給食糧を盗もうとしていたため、警備隊が発砲したと述べている。ソマリア政府軍の司令官アブディカリム・デンゴバダンは、自分の部下は略奪に関わっていないと述べている。ただし、国連によれば、首都モガディシュの治安はアル・シャバブ支配時期に比べれば改善しており、現地での救援活動の規模を拡大できたと述べている。

## 支援の状況
|                                   | 支援要求 (百万 US$) | 達成額 (百万 US$) | 達成率 % |
| --------------------------------- | ------------------- | ----------------- | -------- |
| ケニア                            | 741                 | 444               | 60%      |
| ジブチ                            | 33                  | 17                | 52%      |
| ソマリア                          | 1063                | 591               | 56%      |
| エチオピア (難民以外)             | 398                 | 154               | 39%      |
| エチオピア (難民)                 | 246                 | 93                | 38%      |
| その他支援                        |                     | 70                |          |
| 合計                              | 2481                | 1369              | 55%      |
| 情報源: 国連人道問題調整部 (OCHA) |                     |                   |          |

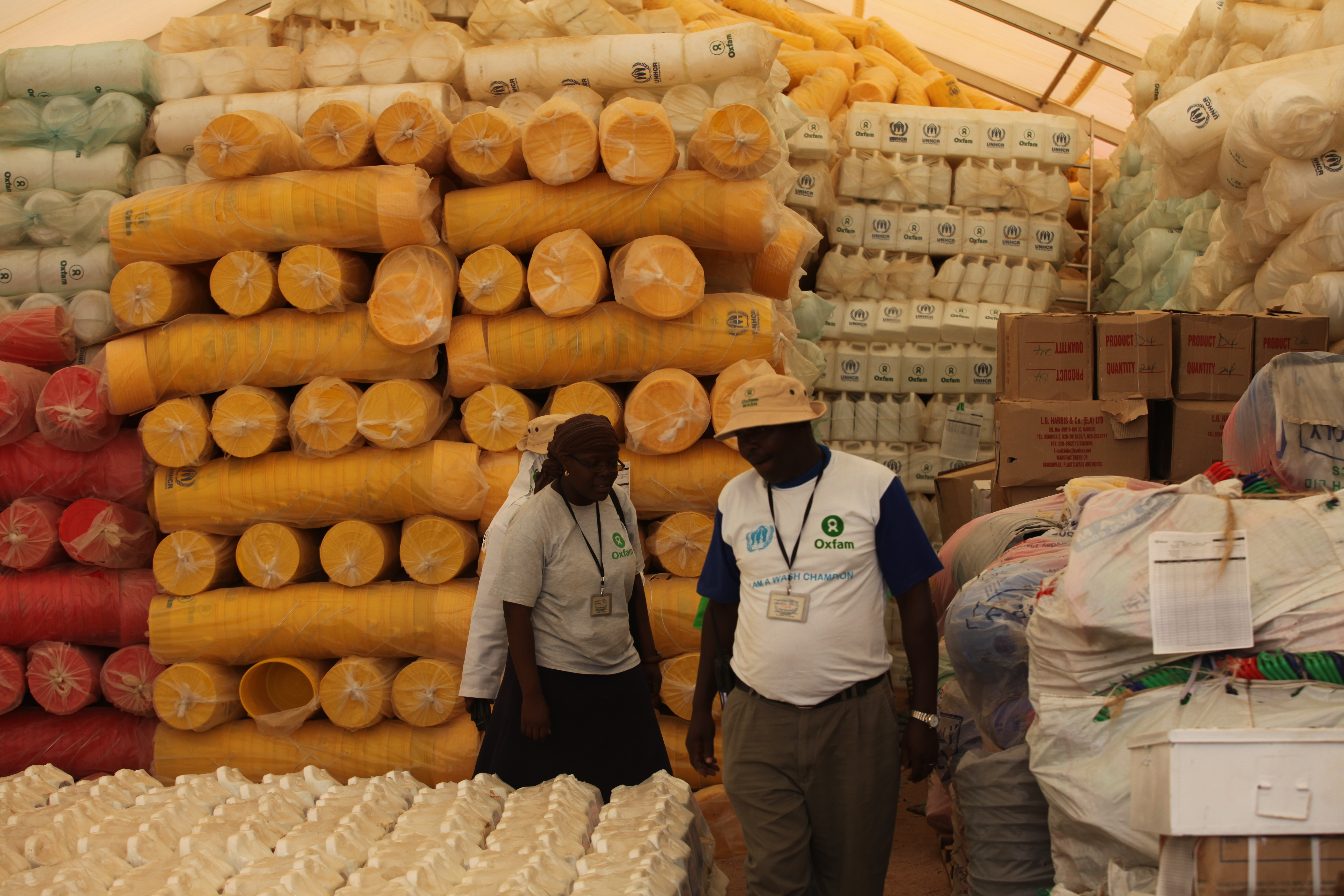
ダダーブ難民キャンプに届いた支援物資。2011年7月8日。

欧州連合は2011年7月6日、アフリカの角地域に住む数百万の人に対する支援として、ダダーブに対して567万ユーロを提供すると発表した。7月16日、イギリス政府は当初1300万ポンドの支援を予定していたところ、イギリスの災害危機委員会の助言を受け、5225万ポンドに大幅に上方修正した。7月23日、カナダ政府は以前の2200万ドルに追加して、5000万ドルの支援を申し出ている。
アメリカ合衆国はソマリア支援として6300万ドルを予算化していたが、東アフリカ支援のために500万ドルの支援を追加で決めている。ただし一方で指定テロ組織（この場合はアル・シャバブ）への物質的援助となるのを防ぐことが決められているため、支援ができない状態であった。アル・シャバブの台頭により、2008年には1億5千万ドルだったところ、2011年には1300万ドルにまで落ち込んでいる。アメリカの支援団体メルシー・コープスは、アメリカ政府が法律を盾に十分な支援を行わなければ、現地の救援活動は不十分となるだろうと訴えている。また、これまでは非政府組織のソマリア南部での支援活動が法的にはテロ支援防止法に抵触する可能性があるとされてきたが、8月2日になって、反政府組織支配地域であっても、人道支援であれば合衆国はこれを起訴しない旨を発表している。
7月12日、国際連合事務総長の潘基文は、国連機関の責任者を集めて緊急会議を開いた。会議の後、潘基文は、深刻な危機を防ぐために直ちに措置を取らなければならず、この危機で被害を受ける人は計り知れない、我々は待つことはできない、と述べている。7月13日、国際連合難民高等弁務官事務所はケニアのダダーブ地区に向けて支援物資の大規模な空輸を開始し、その中には難民キャンプの混雑を緩和するためのテント100トンも含まれている。もっとも、各種支援団体からの住民への現金により、食料品価格が上昇しているとも言われている。

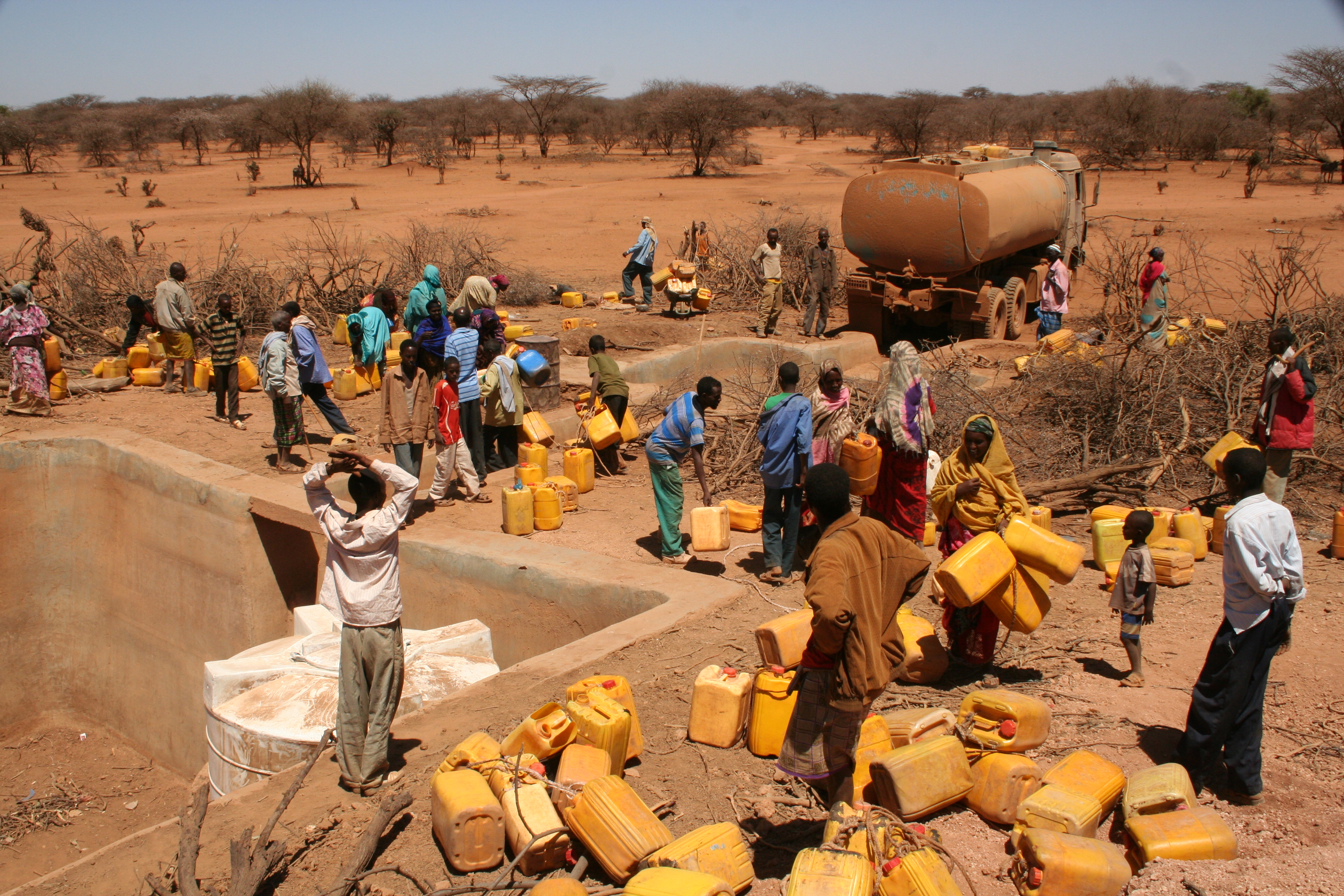
オックスファムにより浄水が配給されるエチオピア南部の旱魃地域

7月19日、日本は360万ドル、米国は3000万ドルの支援を表明している。
7月20日、国連はソマリア南部の2地域に対し、飢饉の発生を公式に宣言した。8月3日にはソマリア南部の他の3地域に対しても宣言がなされている。飢饉の宣言は、国連の食糧安全保障と栄養分析部が作成したデータに基づいて出されている。国連から飢饉の宣言が出されたのは、100万人以上が死んだ1984-1985年のエチオピア飢饉以降、初めてのことである。この公式宣言により何らかの国際法上の義務が生じるわけでは無いが、世界からの支援を期待して出されたものであった。ただし、この宣言に応えた人々は少なかった。国連のソマリア人道支援調整担当職員のマーク・ボーデンは、国連機関はソマリアで発生している何十万人もの旱魃被害者を救うだけの力は無く、事態の解決にはこの先2ヶ月で3億ドル近くが必要だろうと述べている。
7月23日、欧州連合は過去の7000万ユーロに加えて新たに2800万ユーロの支援を発表。7月24日、韓国は500万米ドルの支援を発表した。
7月27日、国連世界食糧計画 (WFP) は、ソマリアに食糧の空輸を開始したと発表した。10トンの食糧が首都モガディシュに送られ、これをソマリア南部の数百万人に配給する計画である。ただし、この配給がケニア国境までいきわたるのは非常に難しいだろうとも述べている。というのも、現地の軍閥であるアル・シャバブ (ソマリア)が外国の支援に対して拒否感が強すぎるためである。WFPの発表によれば、8月4日時点でWFPに寄せられた支援金は2億5千万米ドルである。
日本の国際協力機構 (JICA) は8月8日、ケニアに対して5000万円相当の国際緊急援助を表明し、8月16日に引き渡している。9月8日にはエチオピアに対して4000万円相当の国際緊急援助を表明している。
8月25日、アフリカ連合の会合が行われ、5100万ドルの援助が決定された。これとは別に、アフリカ開発銀行から4年分として3億ドルの援助が予定されている。
9月5日、国連食糧農業機関 (FAO) は、ソマリアのバイドアでも飢饉が発生したと発表した。